# Skala T

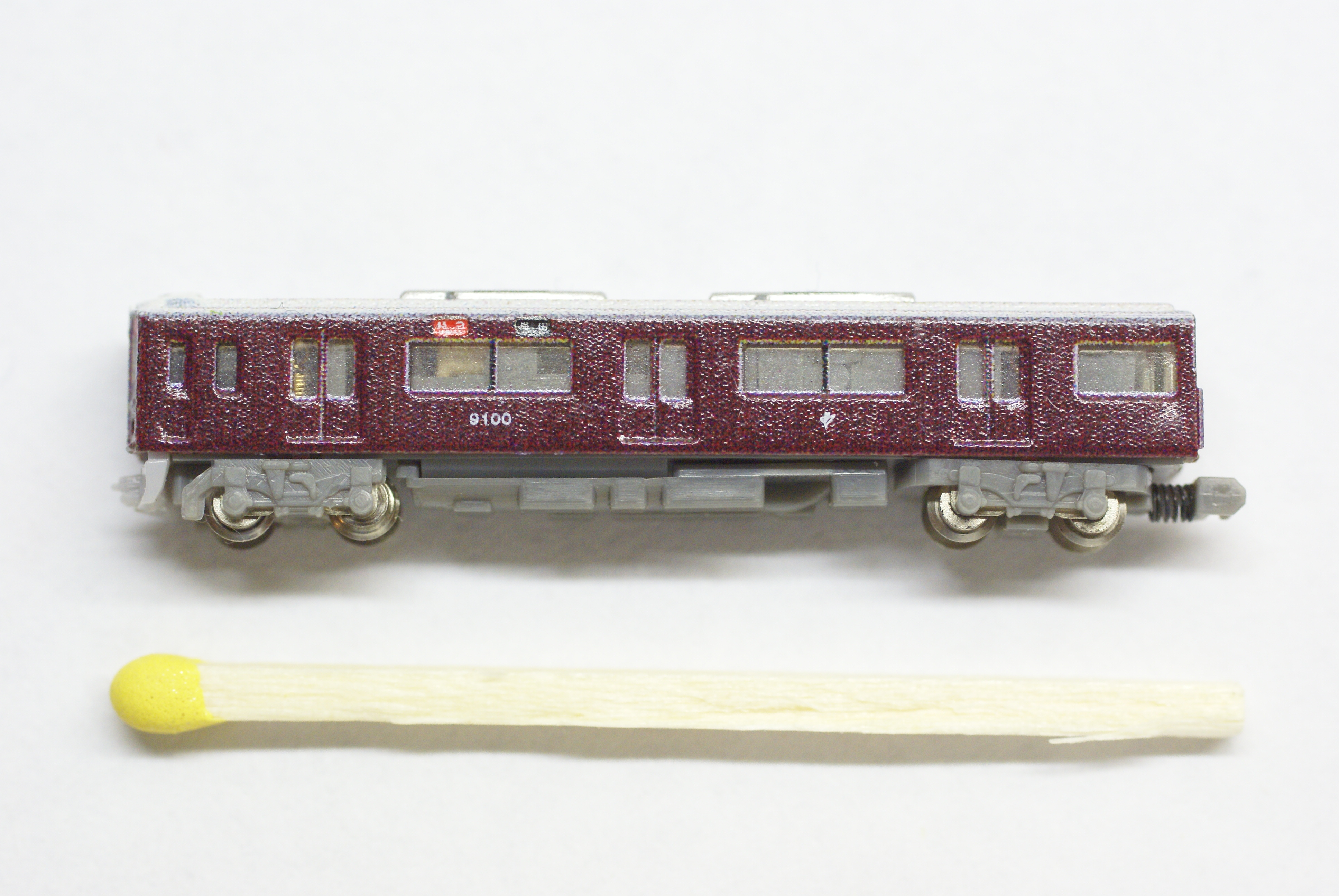
Wagon w skali T

Skala T – nazwa skali stosowanej w modelarstwie kolejowym o podziałce 1:450 i rozstawie szyn 3 milimetra. Do tej skali zalicza się też modele o podziałce 1:480 oznaczane czasami jako Skala QTT.

## Historia
Pierwsze modele kolejowe stworzyła firma Eishindo. Zakład zaprezentował na targach zabawek w 2007 roku modele kolejowe oraz rozpoczął produkowanie modeli kolejowych tej skali. Modele kolejowe były produkowane jako najmniejsze modele kolejowe w modelarstwie kolejowym. Dotychczas najmniejszą skalą w modelarstwie kolejowym była skala Z produkowana przez przedsiębiorstwo Märklin. Obecnie to najmniejsza skala na świecie w modelarstwie kolejowym.